# Christopher Durang
Christopher Ferdinand Durang, född 2 januari 1949 i Montclair, New Jersey, död 2 april 2024 i Pipersville i Bucks County, Pennsylvania, var en amerikansk dramatiker, manusförfattare och skådespelare.

## Biografi
Christopher Durang har en Bachelor of Arts i engelska från Harvard University i Cambridge, Massachusetts och en Master of Fine Arts i dramatiskt skrivande från Yale School of Drama i New Haven, Connecticut. Han debuterade 1971 med Robert som uppfördes på Yale Repertory Theatre. 1980 tilldelades han en Obie Award för Sister Mary Ignatius Explains It All for You som uppfördes off-Broadway 1979 på Ensemble Studio Theatre och 2013 tilldelades han en Tony Award för Vanya and Sonia and Masha and Spike som uppfördes 2012 på Broadwayteatern Mitzi Newhouse Theater.
Redan 1986 spelade Malmö stadsteater Barnet med badvattnet (Baby with the Bathwater) i översättning av Anki Sander och Carl-Olof Lång och i regi av Andris Blekte. 2010 spelades Beyond Therapy på Östgötateatern i översättning av Pamela Jaskoviak och i regi av Pontus Plænge. 2005 spelade svenskspråkiga Teater Viirus i Helsingfors Barnet med badvattnet (Baby with the Bathwater) i översättning av Jan Nåls och i regi av Maarit Ruikka.
Hans genre är komedin och hans pjäser är ofta absurdistiska, surrealistiska, parodierande och ursinniga. Han skildrar gravt dysfunktionella människor och relationer. Återkommande teman är barnmisshandel, katolicismen och homosexualitet.